# Мелисса (нимфа)
Мели́сса (др.-греч. Mέλισσα «пчела», «усмирительница») — нимфа, родоначальница пчёл. Древние греки считали пчёл божественными созданиями, поскольку их организация жизни показалась им схожей с общественной жизнедеятельностью человека. Отсюда представление о том, что пчёлы — нимфы, превращённые в насекомых.
В честь Мелиссы назван астероид (676) Мелитта, открытый в 1909 году.